# Ha Baroana

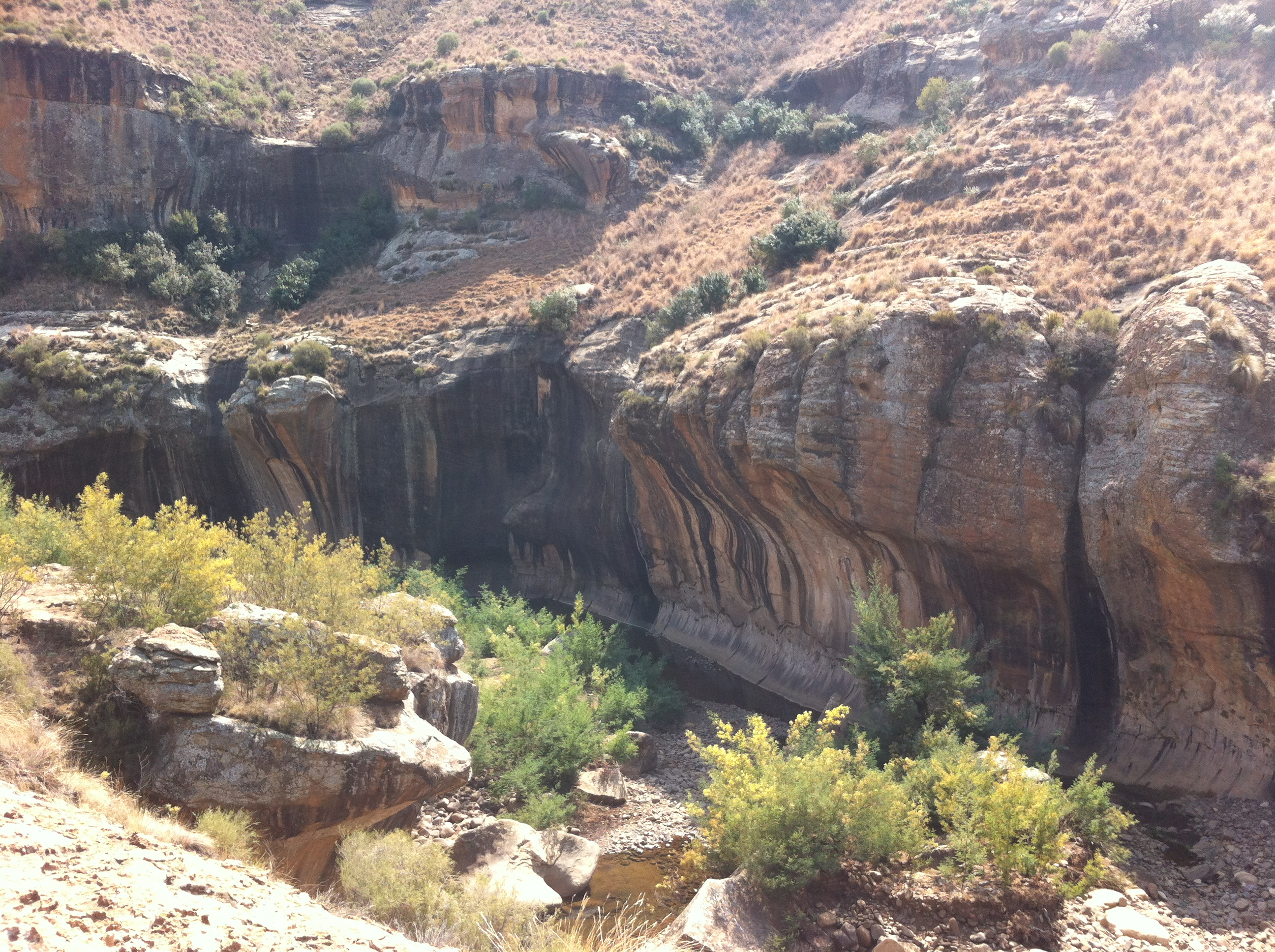
Ha Baroana

Ha Baroana (Sesotho; deutsch etwa: „Ort der kleinen San“) ist ein bekannter Fundort von Felsmalereien im Distrikt Maseru in Lesotho.

## Lage
Ha Baroana befindet sich am Flussufer des Liphiring rund 30 Kilometer östlich von Maseru, der Hauptstadt Lesothos. Die nächste Ortschaft, Ha Mpiti, liegt nur wenig westlich der Stelle. Ha Baroana liegt mehrere Kilometer von der von Bussen und Sammeltaxis befahrenen Route zwischen Maseru und Thaba-Tseka im zentralen Landesteil entfernt.

## Malereien
Die Malereien von Ha Baroana wurden vermutlich vor mehreren hundert Jahren auf den Fels gezeichnet; andere Schätzungen gehen darüber hinaus. Abgebildet sind Jagd- und Tiermotive, darunter Leoparden, Löwen, Elenantilopen, Kraniche und Perlhühner. Außerdem sind Szenen aus dem Leben der Zeichner zu erkennen, insbesondere beim Tanz und bei der Jagd.